# Gonioctena israelita
Gonioctena israelita is een keversoort uit de familie bladkevers (Chrysomelidae). De wetenschappelijke naam van de soort werd in 2003 gepubliceerd door Lopatin & Friedman.